# Giro del Lazio 1963
Il Giro del Lazio 1963, ventinovesima edizione della corsa, si svolse l'8 settembre 1963. La vittoria fu appannaggio dell'italiano Adriano Durante, il quale precedette i connazionali Walter Martin e Silvano Ciampi.

## Ordine d'arrivo (Top 10)
| Pos. | Corridore       | Squadra   | Tempo |
| ---- | --------------- | --------- | ----- |
| 1    | Adriano Durante | Legnano   |       |
| 2    | Walter Martin   | I.B.A.C.  |       |
| 3    | Silvano Ciampi  | I.B.A.C.  |       |
| 4    | Bruno Mealli    | Cynar     |       |
| 5    | Guido De Rosso  | Molteni   |       |
| 6    | Diego Ronchini  | Salvarani |       |
| 7    | Vittorio Adorni | Cynar     |       |
| 8    | Vito Taccone    | Lygie     |       |
| 9    | Angelo Conterno | Carpano   |       |
| 10   | Franco Cribiori | Gazzola   |       |